# 남한산성 (드라마)
《남한산성》은 1986년 11월 3일부터 1987년 1월 27일까지 방영된 문화방송 월화드라마로, 정통 사극 조선왕조 오백년 시리즈의 일곱 번째 작품이다.
임진왜란에 이어 이 땅에 두 번째 환란을 몰고 왔던 정묘호란, 그리고 병자호란의 참상을 그렸다.
상반된 구국관을 지녔던 전쟁하기를 주장하는 주전파하고 전쟁을 피하고 화해하거나 평화롭게 지내자고 주장하는 주화파의 대립각을 재조명했던 충성편이기도 했다.

## 등장 인물

### 조선
- 유인촌 : 인조 이종 역 - 조선 제16대 군주
- 김도연 : 인렬왕후 한씨 역 - 인조의 첫번째 왕비
- 신성균 : 소현세자 이왕 역 - 인조의 첫째 아들. 효종의 형.
- 최정원 : 민회빈 강씨 역 - 인조의 며느리
- 권재희 : 인목대비 김씨 역 - 선조의 두번째 부인
- 이희도 : 광해군 이혼 역 - 조선 제15대 군주
- 오지명 : 강홍립 역 - 사르후 전투 당시 조선군 원수
- 김용림 : 강홍립의 배우자 우주 황씨 부인 역
- 박찬환 : 강숙 역 - 강홍립의 아들
- 김기주 : 김경서 역 - 사르후 전투 당시 조선군 부원수.
- 임문수 : 이원익 역
- 전운 : 김유 역
- 박영태 : 신경진 역
- 박종관 : 김자점 역
- 강인덕 : 도우역
- 정욱 : 김상헌 역 - 반청 세력의 핵심 인물
- 변희봉 : 최명길 역 - 친청 세력의 핵심 인물
- 사상기 : 이귀 역
- 김주승 : 한윤 역
- 이동신 : 유운 역 - 1623년 계해반정 훗날, 이듬해 1624년 이괄 반란군 장수 계급으로 반역하여, 흥안군 이제 천립 모반 역모를 꾀하지만 관군에 참살됨.
- 오승명 : 정충신 역
- 장혁 : 장만 역
- 오세장 : 유해 역
- 전국근 : 강인 역
- 이진수 : 윤황 역
- 정한헌 : 김연 역
- 이계인 : 임시백 역
- 송경철 : 박난영 역
- 문회원 : 오신남 역
- 신명철 : 평안도 박천군수 역
- 오승룡 : 평안도 박천 윤 진사 역
- 김찬구 : 이경직 역
- 최병학 : 홍서봉 역
- 김기현 : 이경석 역
- 이영범 : 박입 역
- 박태호 : 박노 역
- 허기호 : 서고신 역
- 오현경 : 윤의립 역
- 윤순홍 : 윤인발 역 - 윤의립의 아들.
- 나종미 : 전주 정씨 부인 역 - 윤인발의 본처.
- 정은숙 : 난섭 역 - 윤인발의 소실.
- 박순애 : 윤서아 역 - 윤의립의 딸, 윤인발의 여동생.
- 전국환 : 조시준 역 - 윤서아의 부군, 윤의립의 사위.
- 이의일 : 1627년 정묘호란 당시의 52세의 남이흥 역 (젊은 시절 배역: 김종구).
- 김종구 : 1623년 계해반정 당시의 48세의 남이흥 역
- 최상훈 : 임경업 역
- 이용화 : 여숙 역 - 임경업의 소실.
- 최상설 : 이완 역 - 정묘호란 당시 조선 장군.
- 우상전 : 임사업 역 - 임경업의 아우. - 정묘호란 때의 조선군 전령.
- 심우창 : 최몽량 역
- 공호석 : 김준 역
- 이동주 : 이봉수 역
- 서학 : 이서 역
- 박경현 : 김익겸 역 - 병자호란 때의 절신.
- 강만희 : 오달제 역 - 병자호란 때의 삼학사 중 한 명.
- 유승봉 : 윤집 역 - 병자호란 때의 삼학사 중 한 명.
- 이성용 : 홍익한 역 - 병자호란 때의 삼학사 중 한 명.
- 문영수 : 심집 역
- 박상규 : 이기남 역
- 한영수 : 김경징 역
- 남영진 : 서평부원군 한준겸 역 - 인조의 첫번째 빙부.
- 이영후 : 한원부원군 조창원 역 - 인조의 두번째 빙부.
- 김경애 : 완산부부인 전주 최씨 역 - 인조의 두번째 장모.
- 조형기 : 조윤석 역 - 한원부원군 조창원의 아들, 장렬왕후의 친정 오빠.
- 윤진영 : 장렬왕후 조씨 역 - 효종의 계모, 인조의 두번째 왕비.
- 송영웅 : 효종 이호 역 (어린 시절 배역: 김재광) - 조선 제17대 군주.
- 김용선 : 인선왕후 장씨 역 - 효종의 부인.
- 정명환 : 인평대군 이요 역 - 인조의 셋째 아들. 효종의 첫째 동복 동생.
- 신충식 : 신풍부원군 장유 역 - 효종의 빙부.
- 최은숙 : 영가부부인 안동 김씨 역 - 효종의 장모.
- 김경애 : 조귀인 역 - 인조의 후궁.
- 김응석 : 숭선군 이징 역 - 인조 이종의 첫번째 서자. 조귀인 소생. 효종의 첫째 배다른 동생.
- 임정하 : 나덕헌 역

### 청나라 인물
- 백인철 : 청 태조 천명제 누루하치 역
- 박상조 : 청 태종 숭덕제 홍타이지 역
- 이기영 : 귀영개 역
- 유민석 : 아민 역
- 나영진 : 용골대 역
- 김영인 : 마부대 역

## 내레이션
- 양지운

## 결방 사유 및 편성 변경
- 1986년 12월 1일 ~ 12월 2일: 창사 25주년 특집 드라마 《젊은 날의 초상》 방송으로 결방
- 1986년 12월 23일: 성탄절 특선영화 《케이프혼의 등대》 방송으로 결방
- 1986년 12월 29일: 송년 특집 〈그리운 노래 그리운 사람〉 방송으로 결방
- 1986년 12월 30일: 송년 특선영화 《브리타닉호의 영웅들》 방송으로 결방
- 1987년 1월 12일: MBC 뉴스데스크가 15분 연장 방송으로 순연되어 밤 10시부터 방영
- 1987년 1월 13일: 특집방송으로 순연되어 밤 10시 35분부터 방영

| 문화방송 월화드라마                         | 문화방송 월화드라마                          | 문화방송 월화드라마                     |
| 이전 작품                                   | 작품명                                       | 다음 작품                               |
| ------------------------------------------- | -------------------------------------------- | --------------------------------------- |
| 회천문 (1986년 4월 28일 ~ 1986년 10월 28일) | 남한산성 (1986년 11월 3일 ~ 1987년 1월 27일) | 불새 (1987년 2월 2일 ~ 1987년 2월 24일) |